# All Media Network
All Media Network (раніше відома як All Media Guide [AMG] та AllRovi) — це американська компанія, у власності та під опікою якої перебувають бази даних AllMusic, AllMovie, AllGame (до закриття у 2014), SideReel та Celebified. Компанію заснував архіваріус масової культури Майкл Ерлвайн. Штаб-квартири компанії All Media Network розташовані в Сан-Франциско, Каліфорнія, та Енн-Арбор, Мічиган, США.
All Music Guide (зараз — AllMusic) запущено 1991 року. Пізніше, 1994 року, з'явився сервіс All Movie Guide (зараз — AllMovie), а 1998 — All Game Guide (зараз — AllGame).

## Історія
Компанію засновано 1990 року Майклом Ерлвайном у Біг-Репідз, Мічиган. Метою існування сервісу All Music Guide, який запустили 1991 року, було оголошено «[накопичення] дискографічної інформації про кожного виконавця, який зробив хоч один запис починаючи з моменту, коли Енріко Карузо дав індустрії її перший значний поштовх».
Пізніше, у 1994 році, діяльність компанії розширилася ще одним проектом — All Movie Guide (зараз — AllMovie), а в 1998 — All Game Guide (зараз — AllGame). Штаб-квартира компанії перемістилась до Енн-Арбор у штаті Мічиган у 1999, щоб скористатися перевагами «багатого вибору талантів». З 1996 року й до початку 2005 компанія AMG була бізнесовою одиницею в межах корпорації Alliance Entertainment Corporation. У 1999 році корпорацію придбав багатомільярдний доларовий фонд Yucaipa Companies зі штаб-квартирою в Каліфорнії.
Компанія Macrovision (зараз — TiVo) 6 листопада 2007 року оголосила про те, що погодилась придбати All Media Guide за оголошені 102 мільйони доларів; 72 мільйони готівкою було заплачено наперед, а ще 30 мільйонів — у формі умовних платежів було виплачено через рік. Протягом деякого часу всі довідники (гайди) контролювалися серверами імен Rovi, а комбінований доступ до довідників All Music та All Movie надавався через AllRovi.com з 2011 по 2013. У 2013 році Rovi продали споживчий доступ до контенту новоствореній компанії All Media Network, LLC, однак зберегли контроль над ліцензуванням контенту для передачі його іншим комерційним структурам. Загальний сайт для всіх сервісів — це allmedianetwork.com (раніше ними були allmediaguide.com та allrovi.com).
2013 року компанія Rovi продала споживчий доступ до контенту новоствореній компанії All Media Network, LLC, але зберегла за собою право власності та право на обслуговування самого контенту.
Розділ «AllGame» цього сайту закрився 12 грудня 2014 року.
16 квітня 2015 року Blinkx PLC придбав всю медіа-мережу та ребрендував веб-сайт під новим уніфікованим банком Rhytmone Group.

## Сервіси та продукти

### AllMusic

Логотип AllMusic

AllMusic — це онлайнова база даних, яка надає доступ до інформації про пісні, альбоми, музикантів, гурти та музичні стилі, поряд із новинами, оглядами, біографіями, рейтингами та рекомендаціями, написанням яких займаються співробітники компанії. Початково, у 1991 році, весь наявний на той час контент опублікували у формі книги під назвою All Music Guide, а зараз він вільно доступний громадськості для онлайнових посилань та загального ознайомлення. Крім того, він доступний для систем POS-терміналів, медіапрогравачів та музичних інтернет-магазинів.

#### Серія довідників
All Media Network також видають серії довідників (гайдів), до яких входять довідник з джазу (All Music Guide to Jazz) та довідник з блюзу (All Music Guide to the Blues). Владімір Богданов є керівником цих серій.

### AllMovie

Логотип AllMovie

Сервіс AllMovie, запущений 1994 року як All Movie Guide, надає доступ до інформації про акторів, фільми та творців фільмів, а також до новин, оглядів, рейтингів та рекомендацій, написанням яких займаються співробітники компанії. Також він надає обмежену інформацію про телевізійну продукцію, при чому зосереджується в першу чергу на тій, яка випускається у форматі DVD. Так само, як і у випадку з AllMusic, весь цей контент через ліцензування також доступний для систем POS-терміналів, медіапрогравачів та інтернет-магазинів.

### AllGame

Логотип AllGame

Сервіс AllGame діяв між 1998—2014 як All Game Guide. Він надавав інформацію та огляди багатьох консольних, ручних, аркадних та комп'ютерних ігор, які виходили у США. В лютому 1998 року було засновано сайт із ціллю зробити його найповнішою зі всіх доступних баз даних на тему ігор. У прощальному повідомленні на їхньому сайті працівники зазначали, що вони «не всі точно знали, чим ми займались у ті ранні дні, але це був захопливий час для того, щоб допомагати в розбудові онлайнової бази даних на тему ігор, перед тим як інтернет вибухнув численними вебсайтами, присвяченими комп'ютерним іграм.»

### SideReel

Логотип SideReel

SideReel, який запустили 2007 року, — це сайт для спільноти, яку цікавить телебачення, і який надає інформацію про телевізійні шоу та серії.

### Celebified
Celebified містить новини про знаменитостей та інтерв'ю з ними. Сайт започатковано 2012 року.

## Управління контентом і даними
База даних All Media Network початково була налаштована Владіміром Богдановим на зберігання інформації з численних списків Ерлвайна.
Інформація в базі даних захищена ліцензією і використовується деякими продавцями музики в системах POS-терміналів. Вона містить таке:
- Базові дані: імена, жанри, автори, інформація про копірайт, номери продуктів.
- Описовий контент: стилі, тони, настрої, теми, національності.
- Пов'язаний контент: схожі виконавці й альбоми, впливи.
- Редакторський контент: біографії, огляди, рейтинги.

Компанія стверджує, що має найбільший цифровий архів музики, до якого входить близько шести мільйонів пісень у цифровому форматі, а також має найбільшу бібліотеку обкладинок альбомів, до якої входить понад півмільйона сканів.

## Бізнес-модель
База даних AllMusic також використовується декількома поколіннями музичних програвачів Windows Media Player та Musicmatch Jukebox для ідентифікування та впорядкування музичних колекцій. Windows Media Player 11 та інтегрований музичний магазин MTV Urge розширили використання даних AllMusic таким чином, що споживачі тепер мають змогу переглядати пов'язаних виконавців, біографії, огляди, списки композицій та інші дані.
All Media Network ліцензує великі бази метаданих про фільми, відеоігри, аудіокниги та музичні релізи з Rovi Corporation та публікує їх у мережі для споживчого використання. Сюди входять зазначення авторів, а також написані працівниками біографії, огляди, рейтинги та рекомендації, наряду з категоріями, такими як тематика чи настрій. Rovi також роблять цей контент доступним для систем POS-терміналів у магазинах по всьому світі, для розпізнавання CD та DVD в програмних програвачах мультимедіа, таких як Windows Media Player та Musicmatch Jukebox, а також для надання контенту різним вебсайтам, серед яких — iTunes, Pandora і Spotify.
Раніше All Media Guide продавали друковані збірки такої інформації.